# UFC Fight Night: Edwards vs. Muhammad
UFC Fight Night: Edwards vs. Muhammad (även UFC Fight Night 187, UFC on ESPN+ 45, och UFC Vegas 21) var en MMA-gala anordnad av UFC. Den ägde rum 13 mars 2021 vid UFC APEX i Las Vegas, NV, USA.

## Bakgrund
Huvudmatchen var en welterviktsmatch mellan Leon Edwards och Belal Muhammad.

## Ändringar
Guram Kutateladze var tänkt att möta Don Madge vid galan. Kutateladze tvingades dock dra sig ur matchen på grund av en knäskada. Han ersattes av Nasrat Haqparast, men matchningen fick ändras ytterligare en gång då Madge tvingades dra sig ur på grund av viseringsproblem. Haqparast mötte istället UFC-debutanten Rafa García.

### Invägning
Vid invägningen strömmad via Youtube vägde utövarna följande:

## Resultat

### Bonusar
Följande MMA-utövare fick bonusar om 50 000 USD vardera:
- Fight of the Night: Ingen utdelad
- Performance of the Night: Ryan Spann, Dan Ige, Davey Grant och Matthew Semelsberger